# María Cristina de Austria (1742-1798)

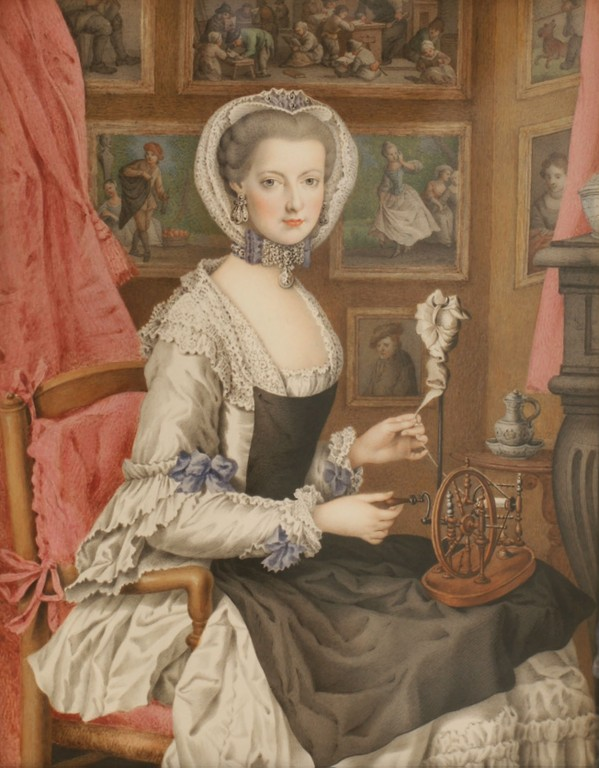
María Cristina de Habsburgo-Lorena.

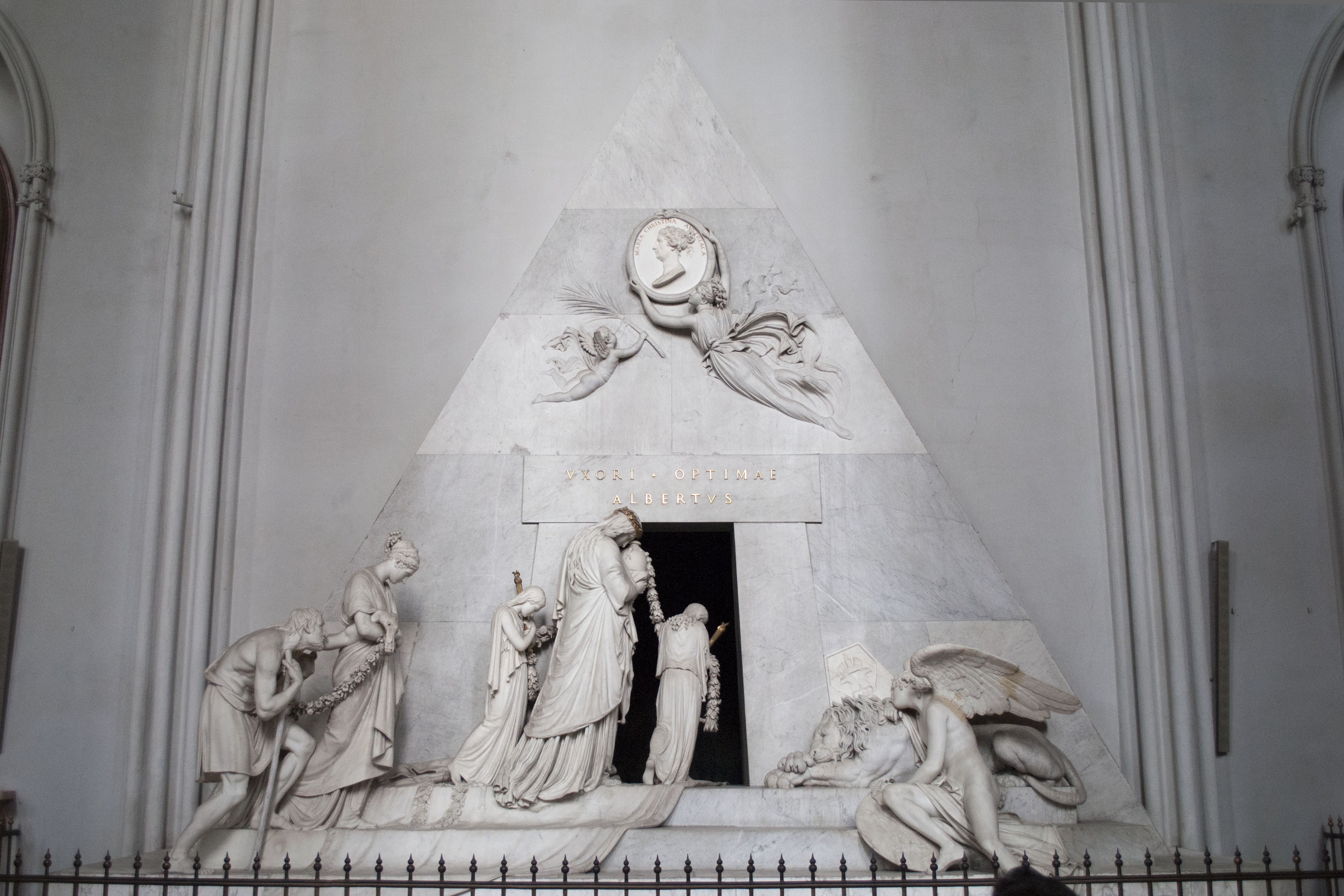
Monumento fúnebre de María Cristina de Austria, obra de Antonio Canova, en la iglesia de los Agustinos de Viena.

María Cristina de Austria (Maria Christina Johanna Josefa Antonia; Palacio Imperial de Hofburg, 13 de mayo de 1742 - Viena, 24 de junio de 1798) fue una Archiduquesa de Austria, hija de los emperadores María Teresa I y Francisco I. Gobernadora de los Países Bajos, contrajo matrimonio con Alberto de Sajonia, duque de Teschen y Virrey de Hungría.
Era la favorita de su madre con quien compartía el mismo día de cumpleaños. Cristina era muy inteligente y hermosa, y tenía grandes dotes artísticas. La parcialidad cariñosa que la emperatriz le mostró causó intensos celos en sus hermanos y hermanas, especialmente en el emperador José II. Se llegó a rumorear que su primera esposa, Isabel de Parma, se convirtió en su amante, y nombró a su segunda hija como ella.

## Primeros años
María Cristina, también conocida como Mimi, fue la hija predilecta de María Teresa, quien lo demostraba sin tapujos. No solo era muy bella, sino que además tenía una inteligencia clara y grandes dotes artísticas.
El favoritismo de su madre causaba un hondo resentimiento entre sus hijos y fue todavía más allá al permitirle a María Cristina ser la única de sus hermanos en escoger a su marido, cosa rarísima para la época y principalmente para su una mujer de su estatus social. Esto incluso contradiciendo la voluntad de su difunto padre, quien la quería como esposa de su primo, el príncipe Benedicto de Saboya, uno de los hijos de Carlos Manuel III de Cerdeña.

## Matrimonio
María Cristina era una mujer muy inteligente, y que sabía cómo manipular a sus padres, especialmente a su madre. La repentina muerte de su padre, Francisco I, y la depresión que superó María Teresa después de su viudez, significaba que María Cristina fue capaz de convencer a su madre vulnerable y sentimental a permitirle que se case por amor y no por razones de Estado. Ella fue la única hija a la que le autorizó esto. Ella eligió a su primo segundo el príncipe Alberto de Sajonia-Teschen, que no tenía ni una gran riqueza, ni un trono para ofrecer, por lo que la pareja fue nombrada Gobernadores de los Países Bajos Austriacos, se le hizo a él Archiduque, gobernador de Hungría y a ambos se le concedió el ducado de Teschen. El matrimonio fue descrito como feliz. 
La pareja logró solamente tener una hija, María Teresa de Sajonia-Teschen, que nació el 16 de mayo de 1767 y murió al día siguiente. Más tarde se convirtieron en padres adoptivos de su sobrino el Archiduque Carlos, hijo de Leopoldo II y María Luisa de Borbón, de quien era muy amiga. Las cartas que se enviaban testimonian el acogedor clima familiar que rodeaba a la Emperatriz.
María Cristina y su familia se establecieron en Bratislava en 1766, después que María Teresa le encomendó el cargo de Gobernadores de Hungría.
María Cristina poseía un carácter extremo y bipolar, ya que mostraba un inmenso cariño y ternura para quienes le caían en gracia, y por otra parte era sumamente severa y crítica con quienes le eran antipáticos. Debido a este comportamiento lunático y sumado al favoritismo que tenía su madre por ella, sufrieron muchos de sus hermanos. Principalmente María Antonieta y Leopoldo, con quienes era especialmente cruel e hiriente. Leopoldo además tenía una razón más de resentimiento, ya que se rumoreaba en la época que la gran amistad que tenía con su esposa era más bien una relación lésbica.
Inteligente y diplomática, María Cristina sabía aprovecharse de la debilidad de María Teresa para sacarle el máximo provecho; le escribía seguido, le daba la razón y estuvo siempre a su lado.
María Cristina murió de tifus y sus restos descansan en la Cripta Imperial de Viena, junto a los de su esposo y su pequeña hija. Tras su muerte, su marido hizo erigir en su honor un espléndido monumento, obra de Antonio Canova en la iglesia de los Agustinos.

## Relación con los hermanos
Una de sus hermanas, la archiduquesa María Amelia, también estaba enamorada de un príncipe menor, Carlos de Zweibrücken, pero estaba casada a la fuerza con Fernando I de Borbón-Parma y no con el hombre que amaba. La suerte de María Cristina, el que se le permitiera casarse con el hombre que amaba, amargó a las otras hijas de María Teresa, que ya resentían el favoritismo de su madre. No solo fue capaz de casarse con su príncipe a elección, sino que también María Teresa les proporcionó una gran dote y le entregó a la pareja el Ducado de Teschen. 
María Amelia, la hija más afectada, quedó separada de su madre por el resto de la vida de la Emperatriz, aunque María Antonieta le escribía cartas desde Francia. María Cristina no gozaba de la misma proximidad con María Antonieta o con sus otras hermanas, María Ana, María Carolina, María Isabel y María Amelia quienes intercambian no solo cartas, sino también vestidos, retratos y otros regalos. 
A su hermano Leopoldo, no le agradaba por su forma de regañar, su lengua afilada y, sobre todo, su hábito de confiar en la emperatriz, lo que indicaba claramente que María Cristina utilizó su influencia primordial con su madre para criticar a sus hermanos, a crearles problemas, y a tratarlos sin amabilidad. Ella usó la preferencia y la debilidad que su cuñada, Isabel, tenía por ella, para ejercer cierta influencia sobre su hermano y heredero de su madre, José.
Los hermanos de María Cristina, especialmente sus hermanas, nunca se reconciliaron con ella, incluso después de la muerte de su madre. Los problemas de carácter de Cristina además del hondo resentimiento creado por María Teresa, dio como resultado que tras una discusión nunca más volviera a tener contacto con su hermana María Amelia. La Reina María Antonieta, su hermana menor, la ignoró cuando visitó Francia, y en su estadía en Versalles fue tratada como cualquier otra visita de Estado. A su vez, cuando se le informó a María Cristina que María Antonieta había sido guillotinada en 1793 dijo simplemente y a sangre fría que su hermana nunca debió haberse casado.

## Títulos y tratamientos
Esta tabla aún no está actualizada. Puedes contribuir aportando información sobre títulos y tratamientos de esta persona.

## Ascendencia
| María Cristina | Padre: Francisco I del Sacro Imperio Romano Germánico | Abuelo paterno: Leopoldo I de Lorena                         | Bisabuelo paterno: Carlos V de Lorena                      |
| María Cristina | Padre: Francisco I del Sacro Imperio Romano Germánico | Abuelo paterno: Leopoldo I de Lorena                         | Bisabuela paterna: Leonor María Josefa de Habsburgo        |
| María Cristina | Padre: Francisco I del Sacro Imperio Romano Germánico | Abuela paterna: Isabel Carlota de Borbón-Orleans             | Bisabuelo paterno: Felipe I de Orleans                     |
| María Cristina | Padre: Francisco I del Sacro Imperio Romano Germánico | Abuela paterna: Isabel Carlota de Borbón-Orleans             | Bisabuela paterna: Isabel Carlota de Baviera               |
| María Cristina | Madre: María Teresa I de Austria                      | Abuelo paterno: Carlos VI del Sacro Imperio Romano Germánico | Bisabuelo materno: Leopoldo I de Habsburgo                 |
| María Cristina | Madre: María Teresa I de Austria                      | Abuelo paterno: Carlos VI del Sacro Imperio Romano Germánico | Bisabuela materna: Leonor Magdalena de Palatinado-Neoburgo |
| María Cristina | Madre: María Teresa I de Austria                      | Abuela materna: Isabel Cristina de Brunswick-Wolfenbüttel    | Bisabuelo materno: Luis Rodolfo de Brunswick-Lüneburgo     |
| María Cristina | Madre: María Teresa I de Austria                      | Abuela materna: Isabel Cristina de Brunswick-Wolfenbüttel    | Bisabuela materna: Cristina Luisa de Oettingen-Oettingen   |

- Wikimedia Commons alberga una categoría multimedia sobre María Cristina de Austria.
- Esta obra contiene una traducción  derivada de «Archduchess Maria Christina, Duchess of Teschen» de Wikipedia en inglés, publicada por sus editores bajo la Licencia de documentación libre de GNU y la Licencia Creative Commons Atribución-CompartirIgual 4.0 Internacional.

- Datos: Q167439
- Multimedia: Archduchess Marie Christine, Duchess of Teschen / Q167439